# Gouverneur de Hatohobei
La fonction de gouverneur de Hatohobei est créée par l’article VII, section 1 de la constitution de l'État éponyme.

## Éligibilité
Pour être éligible aux fonctions de gouverneur, il faut :
- être un citoyen de la république des Palaos ;
- être une personne de Hatohobei ;
- être enregistré pour voter dans l’État ;
- avoir au moins 25 ans au moment des élections ;
- avoir résidé dans l’État pour au moins 6 mois ;
- répondre aux autres exigences que la loi disposera ;
- ne pas avoir été condamné pour un crime ou une infraction ;
- ne pas avoir été déclaré incompétent mentalement par une juridiction.

## Fonctions
Les fonctions du gouverneur sont les suivantes :
- « exercer l'ensemble des tâches et fonctions autorisées par [la] constitution [de Hatohobei], la constitution de la république des Palaos et le droit public » ;
- « approuver ou apposer son véto sur les projets de loi de la Législature d’État de Hatohobei » ;
- « introduire des mesures législatives à la Législature d’État de Hatohobei » ;
- « préparer et soumettre le budget annuel de l’État à la Législature d’État de Hatohobei » ;
- « représenter l’État dans toutes les négociations à laquelle l’État est partie » ;
- « convoquer les sessions spéciales de la Législature d’État de Hatohobei » ;
- « octroyer les fonds conformément à la loi » ;
- « mettre en œuvre et faire appliquer les dispositions de [la] Constitution [de Hatohobei], les lois de l’État [de Hatohobei], la Constitution et les lois de la République [des Palaos] » ;
- « nommer le personnel » ;
- « établir les administrations lorsque et où cela est nécessaire conformément à la loi ».

## Gouverneurs successifs
| Nom                 | Début de mandat | Fin de mandat   | Remarques                                      |
| ------------------- | --------------- | --------------- | ---------------------------------------------- |
| Nemecio Andrew      | 1984            | 1988            |                                                |
| Crispin Emilio      | 1988            | 2000            | Il a été réélu en 1992 et 1996.                |
| Sabino Sackarias    | 2000            | 2004            |                                                |
| Crispin Emilio      | 2004            | 2008            | Il s'agit de son troisième mandat.             |
| Dominic Emilio      | 2008            | 2009            | Intérim.                                       |
| Thomas M. Patris    | 2009            | 29 juillet 2015 | Il est réélu en 2012 mais démissionne en 2014. |
| Jacqueline Nestor   | 29 juillet 2015 | 16 octobre 2015 |                                                |
| Juana Kyoshi Nestor | 16 octobre 2015 | en cours        |                                                |

## Sources